# S.O.S. Die Insel der Tränen
S.O.S. Die Insel der Tränen è un film muto del 1923 diretto da Lothar Mendes.
Fu l'ultimo film interpretato dall'attrice ceca Lyda Salmonova.

## Produzione
Il film fu prodotto dalla Maxim-Film Ges. Ebner & Co (Berlin).

## Distribuzione
Distribuito dalla Deulig-Verleih, uscì nelle sale cinematografiche tedesche il 1º novembre 1923. In Finlandia, fu presentato il 16 marzo 1924.